# Artedia squamata
Artedia squamata är en växtart i släktet Artedia och familjen flockblommiga växter. Den beskrevs av Carl von Linné 1753.
Arten är en ettårig ört som förekommer från östra Medelhavsområdet till västra Iran.